# World Port Index
Der World Port Index ist ein weltweites Verzeichnis von Seehäfen, herausgegeben von der National Geospatial-Intelligence Agency (NGA) der USA.
Die – im September 2022 noch aktuelle – 27. Ausgabe erschien im September 2019 und umfasst 3.630 Häfen in 195 Ländern, die in 347 Regionen unterteilt sind. Jeder Hafen besitzt eine eindeutige fünfstellige Indexnummer. Die Namen der Häfen sind in englischer Sprache in lateinischer Schrift ohne diakritische Zeichen erfasst. Mittels Prädikaten in etwa 70 Kategorien werden die Häfen und ihre Einrichtungen kurz beschrieben.